# 38式防空戰車
38(t)防空戰車，官方命名Flakpanzer 38(t) auf Selbstfahrlafette 38(t) Ausf M (SdKfz 140)，是納粹德國在二戰中使用的一種自行防空系統

## 設計與發展
38(t)防空戰車是以捷克製造之LT-38戰車的底盤改造的，本車使用「Ausf M」的底盤，引擎放在靠近車體中央的位置，而武器被放置在後部在特別設計的裝甲部分。不同於某些防空戰車，在不用任何準備的情況下即可做360度對空射擊，而將上半部的裝甲摺疊放倒之後，可以用於射擊地面目標。141部38(t)防空戰車(含一輛原型車)在1943年11月到1944年2月間被生產出來，於1944年開始服役。

## 服役紀錄
38(t)防空戰車是設計為發給每個坦克營作為防空武器，在更新的防空戰車(如旋風式、東風式)出現之前填補防空缺口之用。大多數的38(t)防空戰車被派往西線戰場，剩下的在東線戰場上服役，例如配備於希特勒青年師。在大戰的末期，這門2cm FlaK已經無法對敵方的航空器造成顯著傷害，導致這車成了盟軍轟炸機的明顯目標。因著它的炮管可以瞄到較低(-5°)的角度，本車也經常拿來對步兵或輕裝甲車輛攻擊。

## 現存車輛
二戰後有四輛38(t)防空戰車被回收並修復，目前於下列幾個地方展示中：
- Bayeux memorial
- Musee Automobiles de Normandie, Cleres (可能在私人收藏家手中)
- Saumur armour museum
- Becker private collection

## 關於名稱
本車在二戰期間並未被賦予特定的暱稱，不過在Alan Hobby、威龍、Italeri等所推出的1/35模型，則是以Gepard(Chita，德文獵豹)來命名之。

## 參見

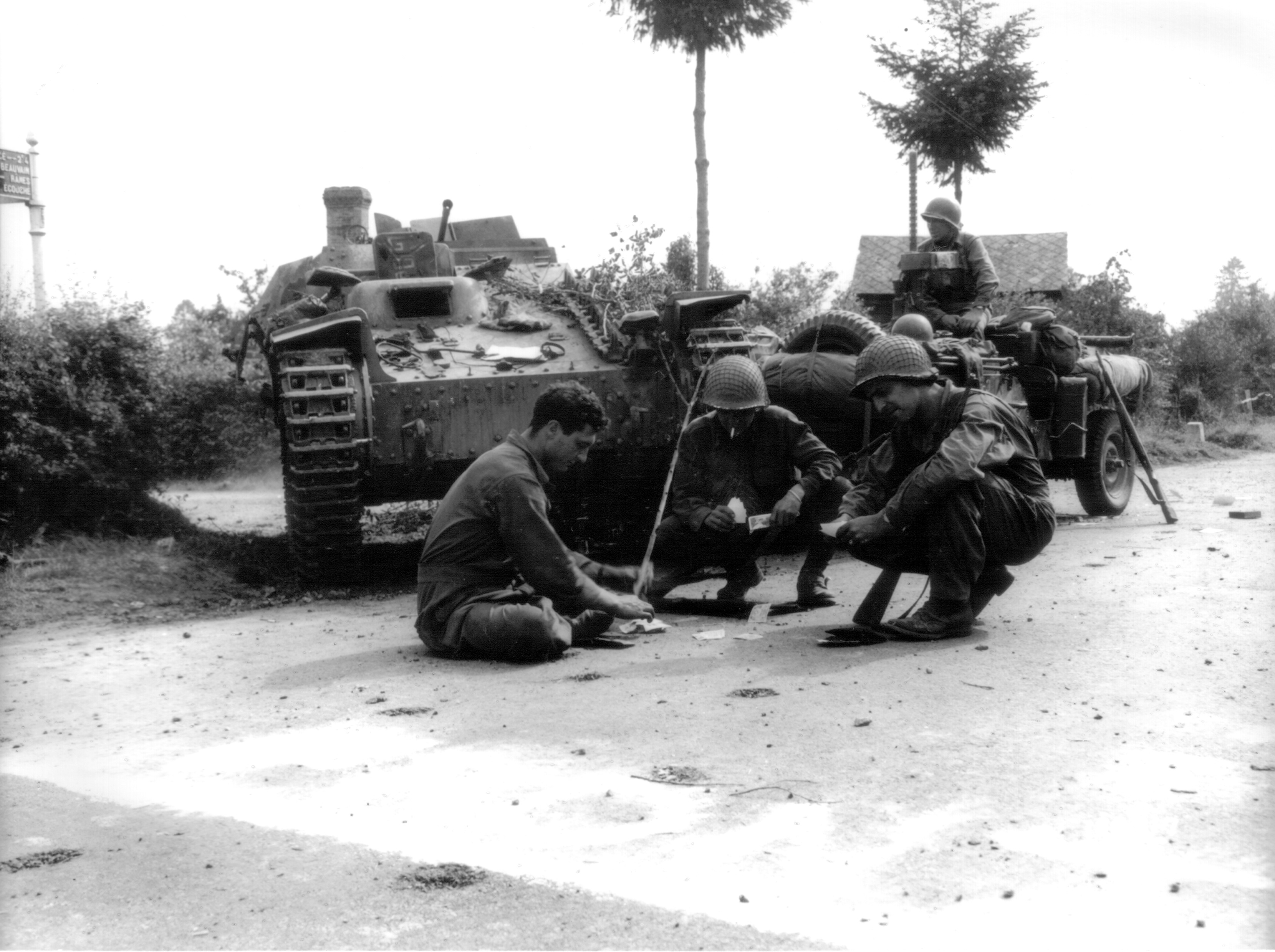
1944年於諾曼第被擊毀的38(t)戰車，美軍在其前方玩牌